# Ibirá
Ibirá este un oraș în São Paulo (SP), Brazilia.